# Chautauqua Opera

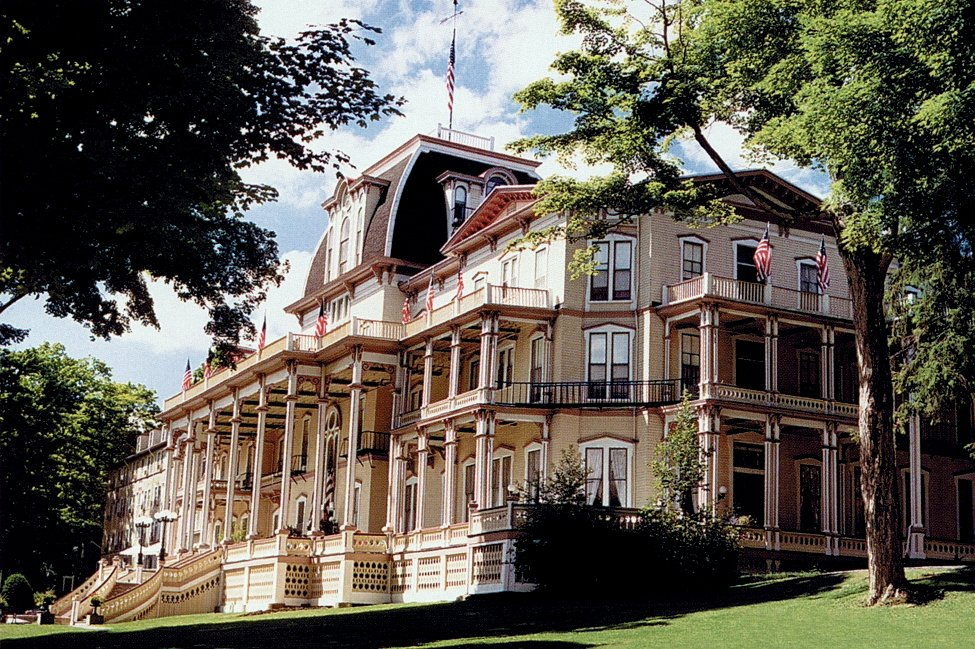
Athenaeum Hotel, Chautauqua Institution

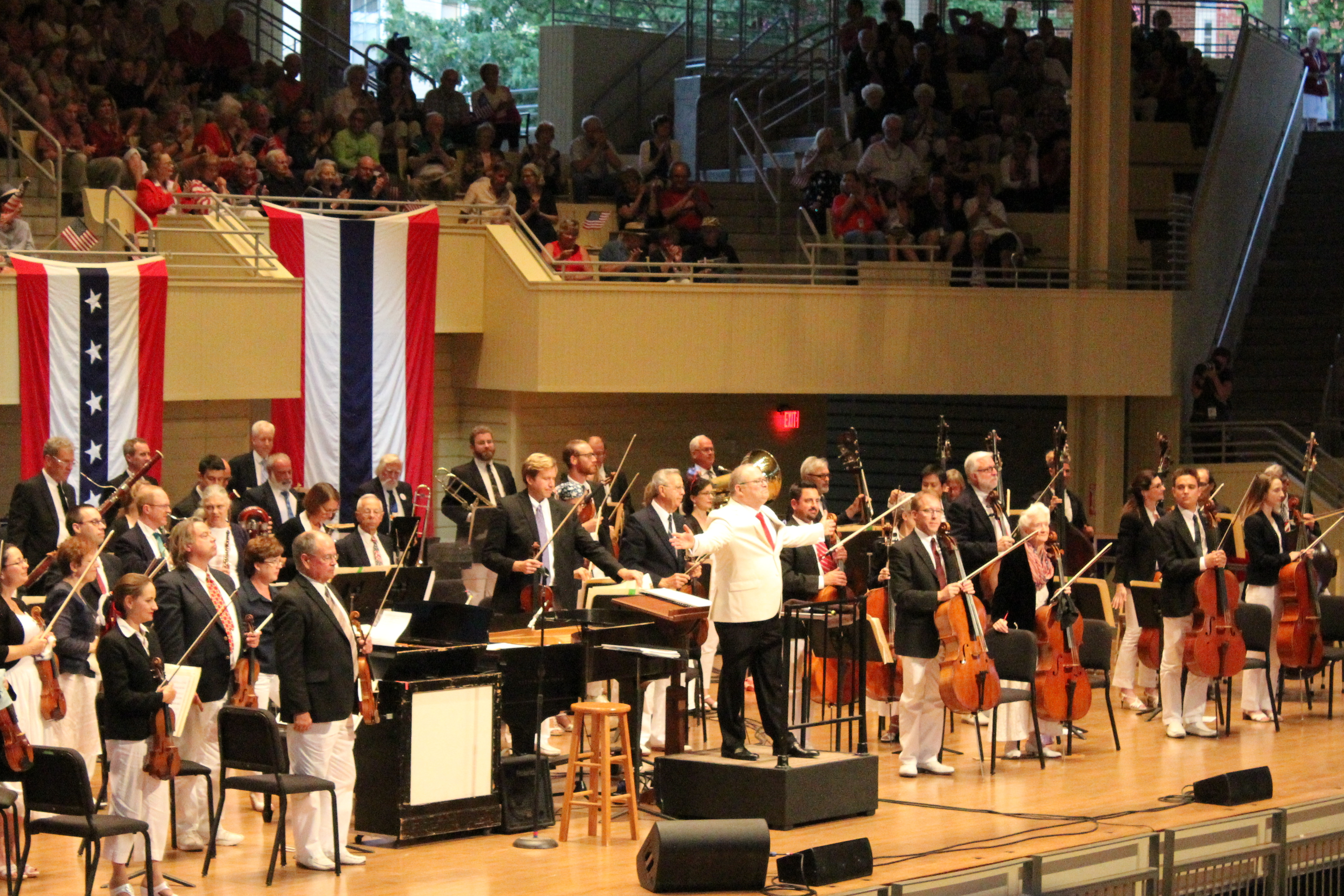
La Chautauqua Symphony Orchestra

La Chautauqua Opera è la compagnia d'opera estiva residente della Chautauqua Institution. È una delle più antiche compagnie d'opera estive continuamente attive negli Stati Uniti, essendo stata fondata nel 1929 come Chautauqua Opera Association.

## Storia
Da allora ha prodotto diverse opere durante la stagione estiva di nove settimane dell'Istituzione ogni anno. Generalmente le produzioni d'opera vengono eseguite in inglese nella Norton Memorial Hall, di solito in specifici lunedì e venerdì sera per tutta la stagione. Di recente, tuttavia, la Chautauqua Opera è stata eseguita sempre più spesso in produzioni concertistiche all'Anfiteatro Chautauqua.
Il primo direttore di produzione della compagnia fu Alfredo Valenti, che iniziò la ricca tradizione operistica di Chautauqua con Martha di Flotow il 19 luglio 1929. Henry Ford e la signora Thomas A. Edison erano tra il pubblico. Valenti, che ha prestato servizio come regista per ventotto anni, ha sostenuto giovani cantanti americane come Rose Bampton, che si è esibita in quella stagione e nel 1930 e che, come molte altre star alla Norton Hall, come Charles Kullman ed Helen Jepson, ha continuato la sua fama al Metropolitan Opera e altrove.
Attualmente la Chautauqua Opera è sotto la direzione generale di Jay Lesenger. La stagione 2014 includeva le esibizioni di Madama Butterfly di Puccini e The Ballad of Baby Doe di Moore. La prima è stata eseguita all'Anfiteatro, insieme a due concerti "pop"; The Ballad of Baby Doe è stato eseguito alla Norton Hall. Ciò indica una significativa contrazione delle produzioni operistiche, che richiedono risorse sostanziali per le prove e l'allestimento e suggerisce anche che la Norton Hall sta diventando meno sede di opere a Chautauqua; questo schema è stato ripetuto nel 2015, con il Macbeth di Verdi eseguito all'Anfiteatro e l'Eugenio Onegin di Čajkovskij alla Norton Hall. Al contrario, c'erano sei produzioni separate alla Norton Hall durante la stagione 1967.

## Young Artists Program
Inoltre la Chautauqua Opera gestisce il Young Artists Program, formando giovani cantanti di grande talento che intendono intraprendere una carriera nella musica operistica. I membri del programma Young Artists presentano recital il giovedì pomeriggio nella Sala di Cristo dell'Istituzione, oltre a due concerti con la Chautauqua Symphony Orchestra e due spettacoli di riviste durante la stagione estiva.

## Collegamenti esterni

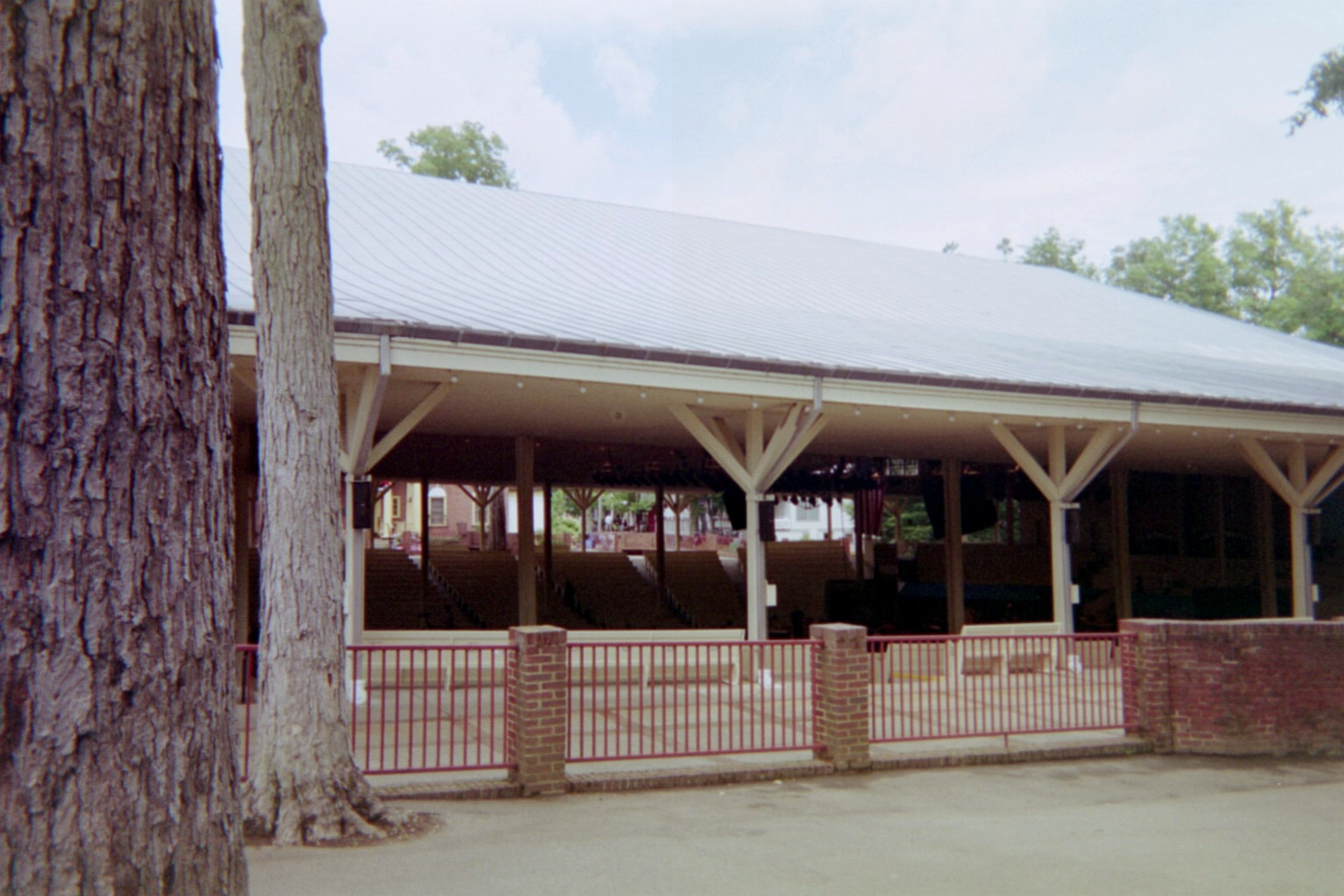
Chautauqua Amphitheater, Chautauqua, New York, August 2008